# Beyond Vanilla
Beyond Vanilla è un film documentario del 2001 diretto da Claes Lilja.

## Trama
Il mondo del BDSM statunitense, con una particolare attenzione all'ambiente omosessuale; vengono seguite nel dettaglio le avventure ed esperienze sessuali di oltre un centinaio di persone, mostrando scene di sottomissione, fustigazione, fisting, pioggia dorata.